# King of Stage
A King Of Stage az amerikai Bobby Brown R&B énekes és rapper első albuma, mely az MCA kiadásában jelent meg 1986. december 11-én. Az albumról három dal jelent meg kislemezen. Az első, Girlfriend című sláger is lett.

## Előzmények
Miután Brown kilépett a New Edition zenekarból, korábbi kiadója az MCA felajánlotta neki, hogy támogatják szólókarrierjében, ha úgy dönt hogy elhagyja a zenekart. Ebben Steven Machat volt a segítség, aki felajánlotta neki mindezt, és aki szintén dolgozott korábbi zenekarával, a New Editionnel.

## Megjelenések
LP  MCA Records MCL 1886

CD  MCA Records MCLD 19001
1. "Girlfriend" – 6:16 (Crumpler, Peters, White)
2. "Girl Next Door" – 4:08 (Blane, Martin)
3. "Baby, I Wanna Tell You Something" – 3:47 (Blackmon, Jenkins, Leftenant)
4. "You Ain't Been Loved Right" – 5:07
5. "King of Stage" – 5:07
6. "Love Obsession" – 4:43
7. "Spending Time" – 3:58
8. "Seventeen" – 4:17 (Robert Brookins, Tony Haynes)
9. "Your Tender Romance" –(Paul Jackson, Jr., Tony Haynes) 5:10

## Slágerlista
| Slágerlista (1986)            | Legmagasabb helyezés |
| ----------------------------- | -------------------- |
| U.S. Billboard Top Pop Albums | 88                   |
| U.S. Billboard Top R&B Albums | 12                   |

### Dalok
| Év   | Dal              | Slágerlista helyezés | Slágerlista helyezés | Slágerlista helyezés |
| Év   | Dal              | US Pop               | US Soul              |                      |
| ---- | ---------------- | -------------------- | -------------------- | -------------------- |
| 1986 | "Girlfriend"     | 57                   | 1                    |                      |
| 1987 | "Girl Next Door" | -                    | 31                   |                      |

## Külső hivatkozások
- Bobby Brown King Of Stage a Discogson[5]